# Бахаме на Светском првенству у атлетици на отвореном 2022.
Бахаме су учествовале на 18. Светском првенству у атлетици на отвореном 2022. одржаном у Јуџину  од 15. до 25. јула. Ово је било њихово осамнаесто првенство, односно учествовали су на свим светским првенствима одржаним до данас. Репрезентацију Бахаме представљало је 11 спортиста (6 мушкараца и 5 жена), који су се такмичили у 8 дисциплина (4 мушке, 3 женске и 1 мешовита). ,
На овом првенству Бахаме су по броју освојених медаља делили 22. место са 1 освојеном медаљом (1 златна). У табели успешности према броју и пласману такмичара који су учествовали у финалним такмичењима (првих 8 такмичара) Бахаме је са 2 учесника у финалу заузела 39. место са 10 бодова.
| Плас. | Земља  | 1. место | 2. место | 3. место | 4. место | 5. место | 6. место | 7. место | 8. место | Бр. финал. | Бод. |
| ----- | ------ | -------- | -------- | -------- | -------- | -------- | -------- | -------- | -------- | ---------- | ---- |
| 39.   | Бахаме | 1        | 0        | 0        | 0        | 0        | 0        | 1        | 0        | 2          | 10   |

## Учесници
| Мушкарци: - Самсон Колбрук — 100 м - Бредли Дормеус — 4х400 м (м+ж) - Алонзо Расел — 4х400 м (м+ж) - Доналд Томас — Скок увис - Лакуан Наирн — Скок удаљ - Кен Малингс — Десетобој | Жене: - Тинија Гаитер — 100 м, 200 м - Антоник Стракан — 100 м, 200 м - Шони Милер Уибо — 400 м - Меган Мос — 4х400 м (м+ж) - Донајша Андерсон — 4х400 м (м+ж) |  |

## Освајачи медаља (2)

### Злато (1)
- Шони Милер Уибо — 400 м

## Резултати

### Мушкарци
| Атлетичар      | Дисциплина | Лични рекорд | Предтакмичење | Предтакмичење | Квалификације | Квалификације | Полуфинале            | Полуфинале           | Финале               | Финале       | Детаљи |
| Атлетичар      | Дисциплина | Лични рекорд | Резултат      | Место         | Резултат      | Место         | Резултат              | Место                | Резултат             | Место        | Детаљи |
| -------------- | ---------- | ------------ | ------------- | ------------- | ------------- | ------------- | --------------------- | -------------------- | -------------------- | ------------ | ------ |
| Самсон Колбрук | 100 м      | 10,01        |               |               | 10,23         | 5. у гр. 5    | Није се квалификовао  | Није се квалификовао | Није се квалификовао | 38 / 67 (71) |        |
| Доналд Томас   | Скок увис  | 2,37         | 2,21          | 12. у гр. Б   |               |               | Нису се квалификовали | 23 / 26 (29)         |                      |              |        |
| Лакуан Наирн   | Скок удаљ  | 8,22         | 7,80          | 10. у гр. Б   | 18 / 29 (32)  |               | Нису се квалификовали |                      |                      |              |        |

#### Десетобој
| Дисциплина    | Кен Малингс | Кен Малингс | Кен Малингс | Кен Малингс | Кен Малингс  | Кен Малингс  |
| Дисциплина    | Лич. рек.   | Резултат    | Бод.        | Плас.       | Укупно       | Плас.        |
| ------------- | ----------- | ----------- | ----------- | ----------- | ------------ | ------------ |
| 100 м         | 10,80       | 10,83       | 899         | 9.          | 899          | 9.           |
| Скок удаљ     | 7,19        | 6,96 ЛРС    | 804         | 21.         | 1.703        | 17.          |
| Бацање кугле  | 14,16       | 13,83       | 718         | 18.         | 2.421        | 19.          |
| Скок увис     | 2,10        | 2,05        | 850         | 7.          | 3.271        | 17.          |
| 400 м         | 49,18       | 49,25 ЛРС   | 849         | 10.         | 4.120        | 17.          |
| 110 м препоне | 14,13       | 14,02 ЛР    | 972         | 5.          | 5.092        | 13.          |
| Бацање диска  | 44,96       | 42,70       | 720         | 14.         | 5.812        | 16.          |
| Скок мотком   | 4,60        | 4,50 ЛРС    | 760         | 17.         | 6.572        | 17.          |
| Бацање копља  | 57,18       | 56,92 ЛРС   | 692         | 9.          | 7.264        | 16.          |
| 1.500 м       | 4:48,89     | 4:52,85 ЛРС | 602         | 16.         | 7.866        | 17.          |
| Десетобој     | 7734        |             |             |             | 7.866 НР, ЛР | 17 / 18 (23) |

### Жене
| Атлетичарка     | Дисциплина | Лични рекорд | Група           | Група      | Полуфинале            | Полуфинале            | Финале                | Финале                | Детаљи |
| Атлетичарка     | Дисциплина | Лични рекорд | Резултат        | Место      | Резултат              | Место                 | Резултат              | Место                 | Детаљи |
| --------------- | ---------- | ------------ | --------------- | ---------- | --------------------- | --------------------- | --------------------- | --------------------- | ------ |
| Тинија Гаитер   | 100 м      | 11,02        | 11,16 (.157) кв | 4. у гр. 2 | Дисквалификована      | Дисквалификована      | Није се квалификовала | Није се квалификовала |        |
| Антоник Стракан | 100 м      | 10,99        | 11,08 (.077) КВ | 3. у гр. 1 | 10,98 ЛР              | 5. у гр. 2            | Нису се квалификовале | 10 / 49               |        |
| Тинија Гаитер   | 200 м      | 22,45        | 22,61 (.607) КВ | 3. у гр. 4 | 22,41 ЛР              | 5. у гр. 1            | Нису се квалификовале | 11 / 44 (45)          |        |
| Антоник Стракан | 200 м      | 22,32        | 1:50,06         | 8. у гр. 6 | Није се квалификовала | Није се квалификовала | Није се квалификовала | 44 / 44 (45)          |        |
| Шони Милер Уибо | 400 м      | 48,36 НР     | 51,10 КВ        | 1. у гр. 1 | 49,55 КВ, ЛРС         | 1. у гр. 2            | 49,11 СРС             |                       |        |

### Мешовито
| Атлетичари                                                             | Дисциплина | Лични рекорд | Квалификације | Квалификације | Полуфинале | Полуфинале | Финале                | Финале                | Детаљи |
| Атлетичари                                                             | Дисциплина | Лични рекорд | Резултат      | Место         | Резултат   | Место      | Резултат              | Место                 | Детаљи |
| ---------------------------------------------------------------------- | ---------- | ------------ | ------------- | ------------- | ---------- | ---------- | --------------------- | --------------------- | ------ |
| Бредли Дормеус (м) Меган Мос (ж) Алонзо Расел (м) Донајша Андерсон (ж) | 4 х 400 м  | 3:14,42 НР   | 3:19,73 НРС   | 7. у гр. 2    |            |            | Нису се квалификовали | Нису се квалификовали |        |